# Anachalcos
Anachalcos là một chi bọ cánh cứng thuộc họ Scarabaeidae.